# 1501 en science
| Années de la science : 1498 - 1499 - 1500 - 1501 - 1502 - 1503 - 1504    |
| Décennies de la science : 1470 - 1480 - 1490 - 1500 - 1510 - 1520 - 1530 |

Cet article présente les faits marquants de l'année 1501 en science.

## Événements
- 15 mai : Miguel et Gaspar Corte-Real entreprennent une nouvelle expédition vers le Groenland avec trois navires[1].
- 23 juin : l'expédition maritime de Pedro Álvares Cabral rentre à Lisbonne[2].

## Publications
- Giorgio Valla : De expetendis et fugiendis rebus (it) (1501, 40 livres en 2 vol.), impr. d'Aldo Manuce, Venise. Encyclopédie mathématique posthume[3].
- L'astronome indien Nilakantha Somayaji achève le Tantrasamgraha, un traité astronomique complet[4].

## Naissances

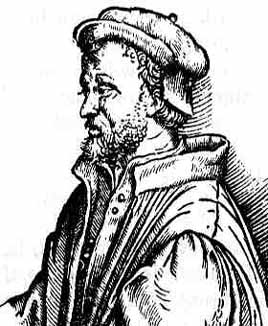
Jérôme Cardan

- 17 janvier : Leonhart Fuchs (mort en 1566), médecin et botaniste allemand.
- 23 mars : Pierandrea Mattioli (mort en 1577), médecin et botaniste italien.
- 24 septembre : Jérôme Cardan (mort en 1576), mathématicien, inventeur, médecin et astrologue italien.

- Jodocus Willich (mort en 1552), médecin et humaniste allemand.

## Décès
- Gaspar Corte-Real (né vers 1450), explorateur portugais.
- João Fernandes Lavrador (né en 1453), explorateur portugais.